# Shuangjiang (socken i Kina, Hunan, lat 27,89, long 111,99)
Shuangjiang (kinesiska: 双江, 双江乡) är en socken i Kina. Den ligger i provinsen Hunan, i den södra delen av landet, omkring 100 kilometer väster om provinshuvudstaden Changsha. Antalet invånare är 13656. Befolkningen består av 6 589 kvinnor och 7 067 män. Barn under 15 år utgör 20,0 %, vuxna 15-64 år 66 %, och äldre över 65 år 13,0 %.
Genomsnittlig årsnederbörd är 1 741 millimeter. Den regnigaste månaden är maj, med i genomsnitt 279 mm nederbörd, och den torraste är oktober, med 50 mm nederbörd.